# Ceropegia fimbriifera
Ceropegia fimbriifera är en oleanderväxtart som beskrevs av Richard Henry Beddome. Ceropegia fimbriifera ingår i släktet Ceropegia och familjen oleanderväxter. Inga underarter finns listade i Catalogue of Life.